# Parapeltis australicum
Parapeltis australicum là một loài bọ cánh cứng trong họ Trogossitidae. Loài này được Slipinski miêu tả khoa học năm 1992.